# V348 Sagittarii
V348 Sagittarii è una stella variabile nella costellazione del Sagittario. La sua magnitudine varia in periodi non regolari da +11,2 a 19.

## Caratteristiche
V348 Sagittarii è una stella che è già passata per il ramo asintotico delle giganti (o AGB) del diagramma HR, e viene quindi talvolta menzionata come stella post-AGB. Viene classificata come variabile R Coronae Borealis, anche se per alcuni aspetti sembra presentare alcune differenze con quel tipo di stelle.
La sua variabilità fu descritta da Doris Hoffleit già nel 1958, che osservò una curva di luce che oscillava dalla magnitudine 11 alla 16,5, anche se i tempi dei suoi aumenti di luminosità sono piuttosto irregolari. Osservata nel 1998 dal telescopio spaziale Hubble, è stato confermato che, come le stelle della sua classe, la diminuzione della sua luminosità è dovuta a grandi quantità di polveri di carbonio espulse, che ne offuscano la luce stellare in direzione dell'osservatore.
Come tutte le stelle ricche di carbonio si trova in uno stadio avanzato della sua evoluzione, prossima al termine della sua esistenza di stella normale; con un nucleo inerte che ha terminato da tempo l'idrogeno interno da fondere in elio, si è notevolmente espansa, al punto che nonostante una massa di poco superiore a quella solare (1,08 M⊙) il suo raggio è circa 180 volte maggiore, mentre la sua temperatura superficiale è diminuita a poco più di 3000 kelvin.